# Marketing afiliacyjny
Marketing afiliacyjny – polega na realizacji działań partnerskich, w ramach których partnerzy otrzymują prowizję za konkretne działanie wykonane przez odbiorcę (np. sprzedaż, rejestracja, wizyta). W wyniku marketingu afiliacyjnego dochodzi do outsourcingu części działań marketingowych do partnerów, którzy promują produkt, usługę lub markę, w zamian za określoną prowizję. Celem marketingu afiliacyjnego jest zwiększenie współczynnika konwersji.

## Strategia marketingu afiliacyjnego
Marketing afiliacyjny to strategia marketingowa, w której wydawcy (afiliaci) reklamują produkty lub usługi innych firm (reklamodawców) i otrzymują prowizję za sprzedaż lub inne działania zachęcające do skorzystania z oferty reklamodawcy. Wydawcy promują produkty lub usługi reklamodawców poprzez linki afiliacyjne, które są unikalnymi adresami URL, po kliknięciu których użytkownik jest przekierowywany do strony reklamodawcy. W przypadku, gdy użytkownik dokona zakupu lub wykona inne działanie zachęcające do skorzystania z oferty reklamodawcy, afiliant otrzymuje prowizję.

## Techniki marketingu afiliacyjnego
- Reklama banerowa – umieszczanie reklam reklamodawców w formie banerów na stronach internetowych wydawców[3].
- Recenzje produktów – napisanie recenzji produktów reklamodawców i umieszczenie ich na stronie internetowej wydawcy lub w mediach społecznościowych.
- Programy lojalnościowe – zachęcanie do skorzystania z oferty reklamodawcy poprzez oferowanie klientom specjalnych rabatów lub innych korzyści[4].
- Artykuły sponsorowane – pisanie artykułów na temat produktów reklamodawców i publikowanie ich na stronie internetowej wydawcy lub w newsletterze.
- Optymalizacja strony dla wyszukiwarki internetowej (SEO) – technika potocznie nazywana „pozycjonowaniem stron”, polegająca na budowaniu widoczności witryny w wyszukiwarce (np. Google).
- Kody rabatowe – udostępnianie kodów rabatowych umożliwiających zakup produktów reklamodawcy w atrakcyjniejszej cenie[5].